# Supercoppa svizzera 2020 (pallavolo maschile)
La Supercoppa svizzera 2020 si è svolta il 26 settembre 2020: al torneo hanno partecipato due squadre di club svizzere e la vittoria finale è andata per la prima volta al Lucerna.

## Regolamento
A causa della pandemia di COVID-19, che ha comportato l'interruzione anticipata delle manifestazioni nazionali svizzere della stagione 2019-20 (Lega Nazionale A e Coppa di Svizzera) senza la definizione di un vincitore, la formula canonica del torneo è stata rivista trasformandola in una sfida fra le due formazioni finaliste in coppa nazionale.
Le squadre hanno disputato una gara unica.

## Squadre partecipanti
| Squadra    | Qualificazione                      | Ultima partecipazione    |
| ---------- | ----------------------------------- | ------------------------ |
| Lucerna    | Finalista Coppa di Svizzera 2019-20 | Debutto                  |
| Losanna UC | Finalista Coppa di Svizzera 2019-20 | Supercoppa svizzera 2019 |

## Torneo
| 26 settembre 2020 Arena Mobilière, Muri bei Bern Durata: ? - Spettatori: ? | Lucerna | 3 - 0 | Losanna UC | 25-20, 25-21, 25-23 |